# Amitabha-Buddhismus

Amida-Buddha-Daibutsu (13. Jh.) am Kōtoku-in im japanischen Kamakura

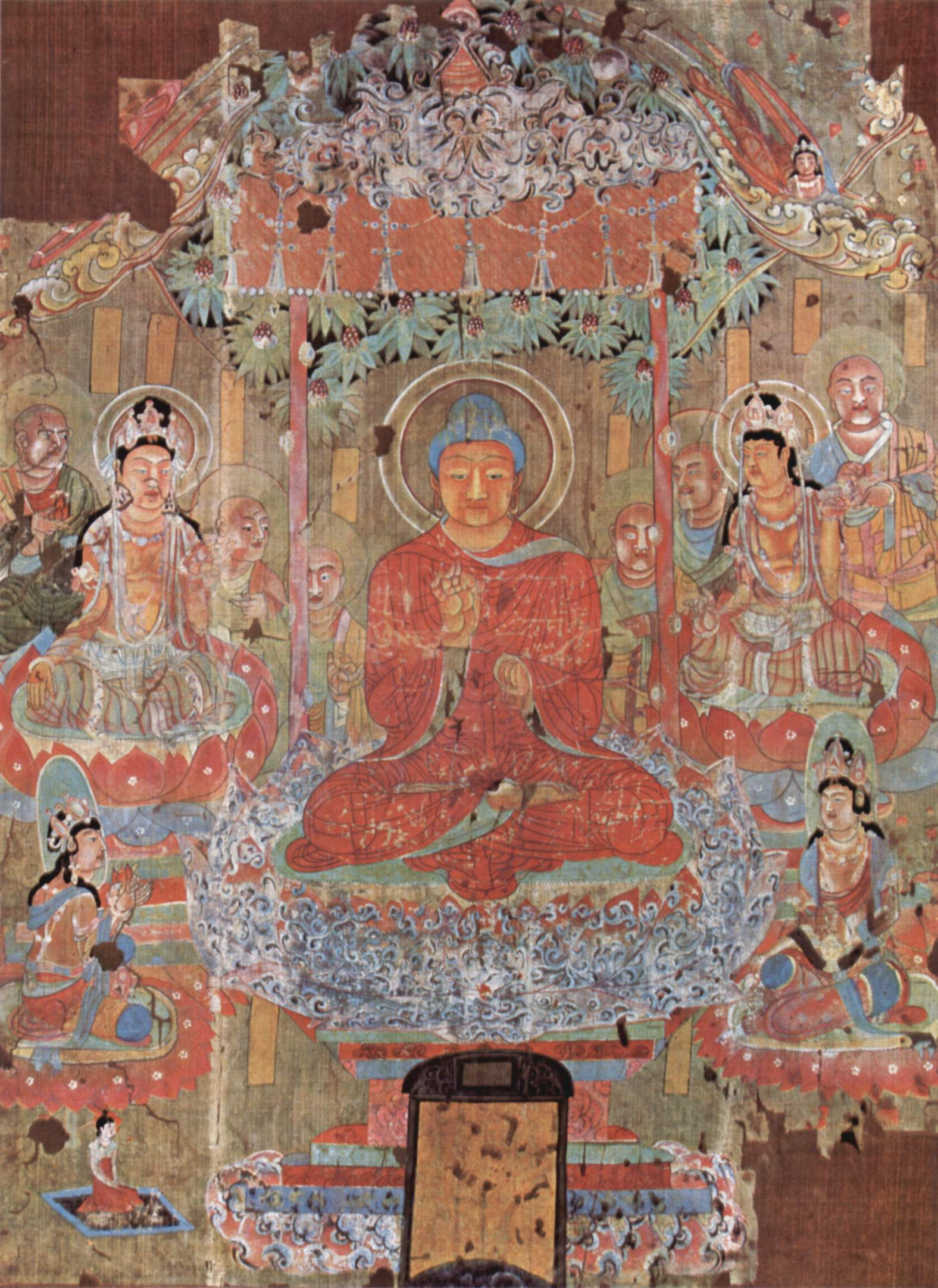
Amida-Buddha im Westlichen Paradies, dem Reinen Land (8. Jh., Tun Huang, China)

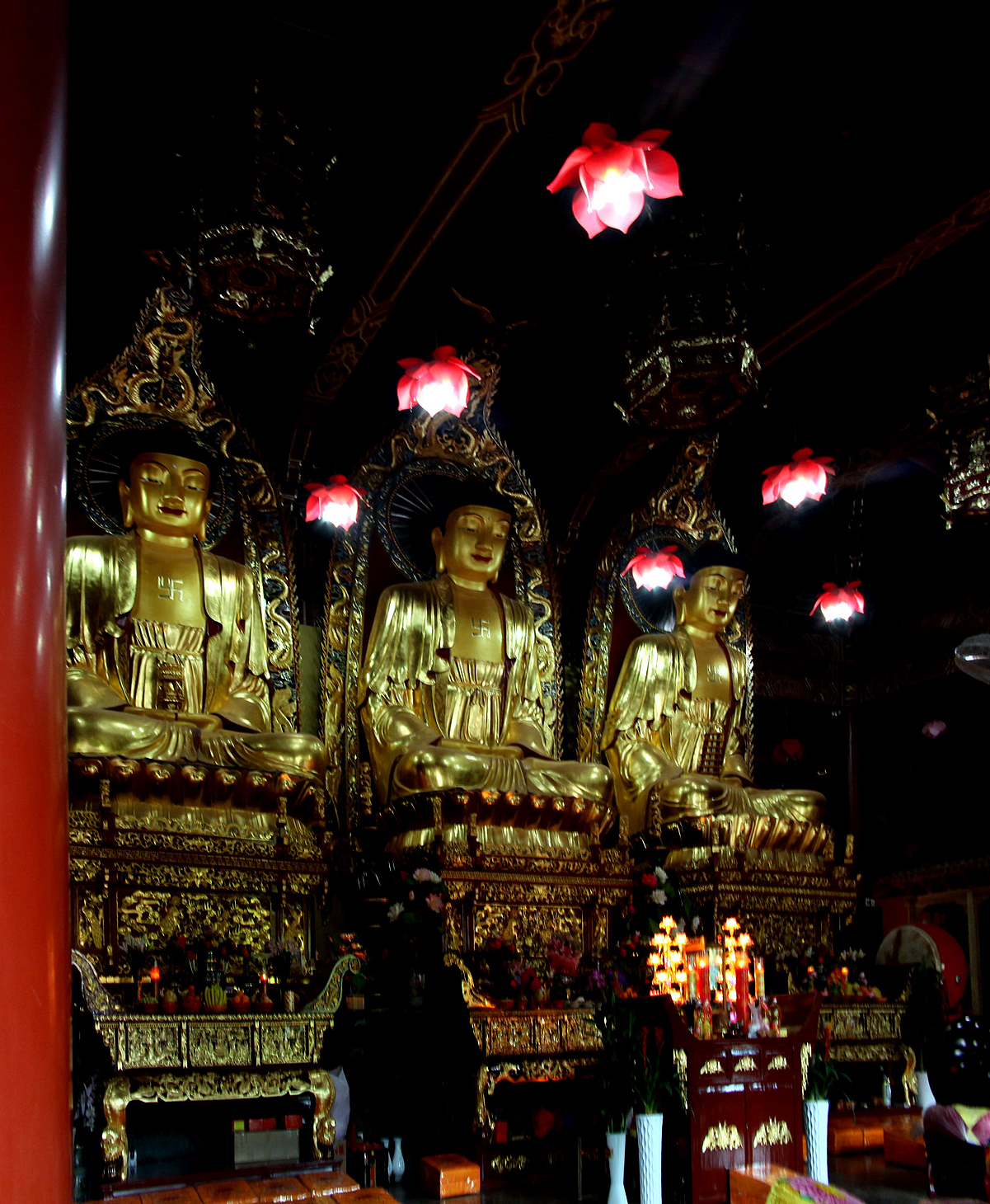
Amida-Buddha am Donglin Tempel im südchinesischen Lushan

Amitabha-Buddhismus ist eine Sammelbezeichnung für jene Schulen des Mahayana-Buddhismus, die ihre Praxis auf den transzendenten Buddha Amitabha ausrichten. Im 1./2. Jahrhundert in Indien entstanden, gelangte die Lehre ab dem 5. Jahrhundert nach China, wo sie den Namen Reine-Land-Schule trägt (chinesisch 淨土宗, Pinyin Jìngtǔ zōng, W.-G. Ching-t'u tsung – „Schule des Reinen Landes“) annahm. Als chinesischer Gründer gilt Hui Yuan, der diese Praxis mit anderen eremitischen Mönchen im Donglin-Tempel im Norden der heutigen Provinz Jiangxi entwickelte. Allerdings ist umstritten, ob es sich damals schon um eine eigene Schule handelte, da diese Praxis auch in anderen Schulen verbreitet war. In Japan gründete Hōnen Shōnin (1172–1212) auf der Grundlage der „Reinen-Land-Lehre“ die Jōdo-shū. Aus dieser entwickelte sich die von Shinran Shōnin (1173–1263) gegründete Jōdo-Shinshū.
Der Amitabha-Buddhismus wird oft auch Amidismus genannt – dies nach dem japanischen Wort Amida, das dem Sanskritwort Amitabha entspricht.
Während der Begriff des Glaubens im Buddhismus sonst keine herausragende Rolle spielt, hat im Amidismus als einziger buddhistischer Schule das Vertrauen in die Allgüte des Buddha Amitabha (Amida) und die Erwartung einer Wiedergeburt im Reinen Land (sanskr. Sukhavati; jap. Jōdo) eine zentrale Rolle. Daher wird diese Richtung auch Reines-Land-Buddhismus genannt.

## Konzept
In der Welt des Amitabha-Buddhismus residieren Buddhas und Bodhisattvas in den Reinen Ländern, reinen Bereichen, die für die geistige Entwicklung besonders günstig sind.
Die Ausgangsbasis ist dabei etwa: Im Zeitalter des steten Niedergangs des Dharma (jap.: Mappo) ist es für die heutigen Menschen fast unmöglich, die Erleuchtung und das Nirvana zu erlangen. Es bleibt aber die Möglichkeit, Amitabha um Hilfe zu bitten, denn dieser hat nach seiner eigenen Erleuchtung das Gelübde abgelegt, diese Welt nicht zu verlassen, bis alle Wesen erlöst sind. Wer auf die Andere Kraft vertraut, wird in Amitabhas Reinem Land wiedergeboren, einer friedlichen, paradiesischen Welt, in der alles darauf ausgerichtet ist, den Wesen die Erleuchtung und das Erlangen des Nirvana leicht zu machen.
Auf Grund der zentralen Rolle des Glaubens in dieser religiösen Richtung ist der Amidismus oft mit dem christlichen Protestantismus und dessen Grundsatz sola fide verglichen worden, so bei Karl Barth; dieser Vergleich ist zwar in mancher Hinsicht zutreffend, aber in anderer auch sehr irreführend, somit ein aufmerksames Studium der Zusammenhänge angezeigt ist.

## Historische Entwicklung und Integration des chinesischen Chan-Buddhismus
Obwohl Chan- und Reine-Land-Schule auf den ersten Blick grundverschiedene Wege zur Erleuchtung lehren, kam es im Laufe der Jahrhunderte in China zu einer Synthese beider Fraktionen. Offensichtlich waren die faktischen Differenzen auf den zweiten Blick gar nicht so riesig, wie es zunächst erschien. Beiden Richtungen ist gemeinsam, dass sie Reformversuche zur Vereinfachung des Buddhismus darstellen und die Praxis wichtiger nehmen als dogmatische Lehren. Beide Schulen hatten die Buddhistenverfolgung des chinesischen Kaisers Wu Zong im Jahr 845 besser überstanden als die anderen, kleineren Schulen. Neben den erwähnten Gründen lag eine weitere Ursache für diese Vitalität darin, dass zu dieser Zeit beide Schulen (insbesondere jedoch das Reine Land) relativ gut in der Volksreligion verwurzelt waren. Die Zerstörung von Klöstern mit umfangreichen Schriftensammlungen vermochte so die Verankerung im Denken und Handeln der Bauern und Handwerker und der einfachen Menschen im Land nicht auszumerzen. Die Synthese von Chan und Reinem Land wurde postum zum „geschickten Mittel“ (Fangbian, sanskr. upaya) erklärt, damit die Gläubigen das Heilsziel erreichen.
Im sino-japanischen Raum (China, Korea, Japan, Taiwan, Vietnam, Singapur) ist die Amitabha-Verehrung heute ein weit verbreiteter Ausdruck der buddhistischen Lehre. Da in dieser Schule Meditation weniger Bedeutung hat als zum Beispiel im Chan, verbreitete sich diese Richtung in den breiten Schichten der arbeitenden einfachen Bevölkerung, deren Lebensweise keine Zeit für vertiefte Meditationen ließ.

## Techniken zum beschränkten Ziel
Der Name Amitabha wird im Verlauf des Tages viele hundert Mal ausgesprochen – dies kann auch unhörbar geschehen. Der Praktizierende kann, gemäß der Überzeugung der Schule des Reinen Landes, dadurch mittels „einspitziger Konzentration“ den Geist stillstehen lassen. Die Technik hat nicht den Anspruch, absolutes Nirvana zu erreichen, wohl aber relatives Nirvana, also einen Zustand, wo noch geringe Anhaftungen im Sinne einer Ich-Objekt-Relation bestehen. Samsara wird folglich nicht komplett durchbrochen.
Siehe hierzu auch: Nembutsu
Weitere Techniken sind die Visualisierung komplexer Landschaften. Die erste Stufe besteht in der Visualisierung der untergehenden Sonne und ist vergleichsweise einfach. Höhere Visualisierungsstufen wie die Visualisierung des Wassers beginnen mit der Visualisierung des Wassers und, sobald diese gelingt, wird Schnee, Kristall sowie komplexe Landschaften aus Kristall versucht. Auch diese Übungen sollen den Strom der Gedanken unterbrechen und den Geist öffnen.